# Міжнародна класифікація винаходів
Міжнародна класифікація винаходів (МКВ) — це класифікація, що була розроблена у зв'язку з домовленістю ряду європейських країн про уніфікацію систем класифікації винаходів та являє собою п'ятирівневу ієрархічну систему. Загальна укрупнена система класифікації складається з 8 розділів, 20 підрозділів, 115 класів й 607 підкласів.

## Історія розвитку Міжнародної класифікації винаходів
Міжнародну класифікацію винаходів почали розробляти в 1951 р. Цього ж року в Парижі було підписано «Конвенцію про міжнародну класифікацію патентів на винаходи», і з 1955 р. нова класифікація почала використовуватися в Бельгії, з 1956 р. — у Франції, з 1957 р. — в Італії. Дещо пізніше МКВ почали використовувати Австрія, Бразилія, США, Люксембург, Нідерланди, Норвегія, Фінляндія, Німеччина, Японія та ін.
У 1961 р. на конференції в Бухаресті країни Ради економічної взаємодопомоги також прийняли рішення про використання МКВ. У зв'язку із цим у червні 1962 р. основну схему МКВ з поділом на підкласи було введено в республіках колишнього Союзу як додаткову систему до класифікації, що використовувалася до цього часу. З 1 січня 1970 р. після видання російською мовою тексту документа МКВ було введено як основну систему класифікації винаходів на всій території СРСР. Вона використовується нині і в Україні. З цього часу на всіх описах винаходів зазначають індекси МКВ.
Через кожні п'ять років у текст МКВ вносять нові рубрики, змінюють їх підпорядкованість, редагують текст рубрик і т. ін. Усі зміни в тексті нової редакції МКВ затверджує Комітет експертів спеціального союзу МКВ.

## Розділи Міжнародної класифікації винаходів
Вісім основних розділів МКВ позначаються великими
літерами латинського алфавіту:
- A — задоволення життєвих потреб людини;
- В — різні технологічні процеси;
- С — хімія й металургія;
- D — текстиль та папір;
- Е — будівництво;
- F — прикладна механіка, освітлення, опалення; двигуни й
- насоси; зброя й боєприпаси;
- G — технічна фізика;
- Н — електрика.

Для забезпечення найбільш повного охоплення сучасних областей техніки МКВ містить значну кількість дрібних рубрик. Найбільший розвиток у МКВ одержали розділи, що відображають тематику радіоелектроніки, обчислювальної, ядерної техніки.

## Структура та індекси поділу МКВ
Структура класифікації відображає взаємодію двох основних принципів, закладених в основу МКВ: принципу відповідності функцій і принципу предметно-тематичного.
Усередині розділів наведено класи, які поділяють на підкласи. Кожен підклас складається з окремої рубрики, яка має назву групи і підгрупи, що утворюють більш дрібний поділ МКВ. Підкласи позначаються, як правило, непарними числами, а підгрупи — парними, що дає можливість за необхідності в обов'язкові пропуски при перегляді МКВ вводити нові рубрики.
Перша підгрупа в кожній групі позначається індексом 00. Вона є законною рубрикою для індексації таких винаходів, які не можуть бути заіндексовані за допомогою наступних підгруп даної групи.
При вказуванні індексів МКВ на патентному документі спочатку проставляється індекс, який стосується головної ознаки винаходу, потім через кому наводяться індекси, які стосуються другої ознаки, якщо вони відрізняються від індексу першої ознаки третього і т. д.
Далі, після знаку (/), розміщуються індекси додаткової інформації, які не стосуються предмета захисту.
Залежність і підпорядкованість між групами і підгрупами МКВ додатково відображається шляхом зміщення рядка тексту підпорядкованої підгрупи вправо з крапкою перед текстом, показник підпорядкованості визначається величиною зсуву (символ крапок). Одна крапка означає, що рубрика (підгрупа) підпорядкована безпосередньо групі, дві — рубрика підпорядкована підгрупі з однією крапкою і т. д., наприклад: В29В 1/00 Попередня обробка матеріалів перед формуванням; /02. гранулювання, таблетування, дроблення; /03.. утворення зерен; /031… таблетування.
УМКВ застосовується розвинена система посилань. При цьому за текстом, який розміщується після індексу групи, підкласу або класу, іде індекс рубрики, розміщеної в дужках, що вказує, до якої групи, підкласу або класу можна також віднести класифікований винахід.
Введення нових рубрик привело в багатьох випадках до необхідності використання чисел для позначення підгруп або в окремих випадках до використання тризначних чисел після косої риски в індексах підгруп. Цей знак у такому позначенні слід розуміти як подальше ділення, наприклад, за підгрупою 3/10 може йти підгрупа 3/103 або 3/107.
Текст деяких груп і підгруп або заголовки підкласів можуть мати дві або декілька обумовлених частин, відокремлених одна від одної крапкою з комою. Кожну таку частину слід розглядати як самостійну. Такі подібні складові назви необхідні в тому випадку, коли певні об'єкти повинні завжди розглядатися сукупно, але не можуть бути просто об'єднані загальною назвою. Щоб було зрозуміліше, наводимо приклад: А01С 9/08. — Пристрої для наповнення квіткових горщиків; пристрої для посадки квітів у горщики.
Удеяких випадках зміст однієї частини такої назви перекривається змістом іншої частини, але визнано за доцільне виділити її, наприклад: А01В 63/04. — Пристрої з ручним приводом; пристрої з механічними силовими акумуляторами, наприклад пружинами.
В26В 1/00. — Ручні ножики з рухомим лезом; кишенькові ножики.
У багатьох випадках за текстом групи або однією частиною цього тексту, заголовком класу або підкласу, заголовком, який виділяє частину підкласу, йде вміщене в дужки посилання, яке вказує на іншу групу іншого класу або підкласу. Наприклад: АО1В 94/04. Знаряддя для обробки ґрунту, комбіновані із знаряддям, призначеним для іншої мети, наприклад із знаряддям для садіння рослин (котки із знаряддям для обробки ґрунтуАОШ 43/12).
Такі посилання свідчать про те, що відповідні винаходи належать до вказаних в цьому посиланні групи, класу або підкласу (або до одного із цих підрозділів, якщо наведено декілька груп, класів і підкласів), незважаючи на те, що вони можуть належати і до тієї групи, класу або підкласу, у яких наведено саме посилання.
Наприклад: Ущільнення у двигунах внутрішнього згоряння належить до групи 11/00 класу Р02Р, але текст цієї групи має посилання (поршневі кільця 5/00). Це свідчить про те, що поршневі кільця, хоча вони і виконують функції ущільнення, віднесено до окремої групи.
Посилання може мати одне з таких значень: а) вказівка меж компетентності цієї або іншої рубрики. Цей вид посилання особливо важливий для правильного розуміння і використання тієї рубрики, у якій наведено посилання. Текст перед дужками, у яких дається посилання, називає певну галузь техніки, але фактично охоплює ту частину галузі, яка залишається при виключенні вказаних у посиланні об'єктів.
Наприклад: В01К. Електрохімічні процеси та апаратура (електрофорез С25; для розділення ізотопів ВОШ 59/38; електродіаліз, електроосмос ВОШ 13/02; електротермічні способи одержання металів С22В 4/00).
СОЗО. Пристрої для обробки експонованих фотоматеріалів; приладдя для неї (хімічні способи обробки фотоматеріалів ООЗС; способи та апаратура для електрографії, електрофотографії і магнітографії ООЗО);
б) деякі зауваження про переваги. Посилання вказує на те, що інша рубрика має переваги перед тією, у якій наведено таке посилання. Застосовується у тих випадках, коли винаходи, які можна віднести до даної рубрики, мають також ознаки, що підлягають класифікації за іншою рубрикою, і стає доцільним згрупувати описи таких винаходів в одному певному місці.
Наприклад: О07В 1/16. Канати і кабелі з покриттям або вставками з гуми і пластику (1/04; 1/10 має переваги).
В07В 1/04. із сердечником із волокон і монониток, розміщених паралельно до центральної осі. О07В 1/10… із сердечником із дроту, розміщеним паралельно до центральної осі.
Наведені приклади не можуть дати глибокого розуміння класифікації винаходів, але дають зрозуміти, що в процесі класифікації авторам необхідно пам'ятати про її тонкощі, значні переваги.
Система класифікації за своєю структурою не є абсолютно ідеальною. Може статися, що ні один із підкласів не відповідає втіленій у винахід ідеї, оскільки неможливо передбачити рубрики для всіх можливих комбінацій об'єктів багатогранних способів і т. ін., окремі елементи або стадії яких самі по собі не нові. У цьому випадку для класифікації винаходу необхідно використовувати інші можливості, наприклад: показати яку-небудьнадбудову як засіб для здійснення певного способу, як деталь загального застосування, охарактеризувати винахід так, ніби він є частиною іншої, точно визначеної надбудови.
У певних випадках при виникненні нової галузі механіки, наприклад появі транспортних засобів на повітряній подушці, потрібно робити на описі винаходу які-небудьпомітки, котрі показують, що цей винахід не можна достатньо точно віднести до даної рубрики.
[Архівовано 18 лютого 2018 у Wayback Machine.] [Основи інтелектуальної власності та її захисту
Кафедра інновацій та інформаційної діяльності в освіті [Архівовано 17 грудня 2017 у Wayback Machine.]